# Pityny
Pityny (niem. Pittehnen) – wieś w Polsce położona w województwie warmińsko-mazurskim, w powiecie ostródzkim, w gminie Miłakowo.
W latach 1975–1998 miejscowość administracyjnie należała do województwa olsztyńskiego. Miejscowość leży w historycznym regionie Prus Górnych.
Wieś wzmiankowana w dokumentach z roku 1409, jako wieś pruska na 10 włókach. Pierwotna nazwa wsi - Pitheyen wywodzi się z języka pruskiego. W roku 1782 we wsi odnotowano sześć domów (dymów), natomiast w 1858 w sześciu gospodarstwach domowych było 82 mieszkańców. W latach 1937–39 było 148 mieszkańców. W roku 1973 jako wieś i majątek Pityny należały do powiatu morąskiego, gmina i poczta Miłakowo.
W okolicach wsi znajdują się ślady po dawnym grodzisku obronnym Prusów. Zachował się półkolisty wał (długości 25 m i wysokości 2,5 m), położony około 0,5 km na północny wschód od wsi. Dawne grodzisko ulokowane było na wzgórzu (134 m n.p.m.) i w opinii R. Klimka sprawia wrażenie nieukończonego. W dawnej niemieckiej literaturze grodzisko to pojawiało się pod nazwą Banaszki (niem. Banners). W odległości ok. 400 m na wschód od tego wału znajduje się przypuszczalne półwyspowe grodzisko